# Oscar Chiaramello
Oscar Chiaramello (Freyre, Córdoba, 26 de agosto de 1972) es un ex-baloncestista argentino que jugaba en la posición de ala-pívot. Desarrolló una larga carrera como profesional en Argentina, Puerto Rico e Italia, además de haber actuado en la Liga Atlética Interuniversitaria mientras era estudiante de la American University of Puerto Rico.

## Trayectoria
Chiaramello debutó en 1992 en la Liga Nacional de Básquet jugando para Gimnasia y Esgrima de Comodoro Rivadavia. Jugó 113 partidos con el equipo patagónico antes de partir a Puerto Rico, becado por la American University of Puerto Rico para jugar en la Liga Atlética Interuniversitaria con los Piratas de la AUPR. 
En 1999, luego de jugar para Atenienses de Manatí de la Liga de Baloncesto Puertorriqueña, fichó con Capitanes de Arecibo, equipo con el cual disputaría cinco temporadas del Baloncesto Superior Nacional, siendo muy apreciado por los aficionados. 
Además de actuar en Puerto Rico, Chiaramello jugó para varios clubes de baloncesto del ascenso italiano, destacándose especialmente en el Sutor Basket Montegranaro, con el que consiguió dos ascensos y pudo debutar en la Serie A durante la temporada 2008-09.
Se retiró en enero de 2013 jugando para el Stamura Ancona.

### Clubes
| Club                                     | País        | Año         |
| ---------------------------------------- | ----------- | ----------- |
| Gimnasia y Esgrima de Comodoro Rivadavia | Argentina   | 1992 - 1995 |
| Piratas de la AUPR                       | Puerto Rico | 1995 - 1998 |
| Atenienses de Manatí                     | Puerto Rico | 1998        |
| Capitanes de Arecibo                     | Puerto Rico | 1999        |
| Cestistica San Severo                    | Italia      | 1999 - 2000 |
| Capitanes de Arecibo                     | Puerto Rico | 2000        |
| Cestistica San Severo                    | Italia      | 2000 - 2001 |
| Capitanes de Arecibo                     | Puerto Rico | 2001        |
| Robur Basket Osimo                       | Italia      | 2001 - 2002 |
| Capitanes de Arecibo                     | Puerto Rico | 2002        |
| Robur Basket Osimo                       | Italia      | 2002 - 2003 |
| Capitanes de Arecibo                     | Puerto Rico | 2003        |
| Sutor Basket Montegranaro                | Italia      | 2003 - 2006 |
| Pistoia Basket 2000                      | Italia      | 2006 - 2008 |
| Sutor Basket Montegranaro                | Italia      | 2008 - 2009 |
| Recanati                                 | Italia      | 2009 - 2011 |
| Stamura Ancona                           | Italia      | 2011 - 2013 |